# Sid Going
Sir Sid Going (Kawakawa, Nueva Zelanda; 19 de agosto de 1943 – 17 de mayo de 2024) fue un jugador de rugby neozelandés que jugó en la posición de halfback. Es considerado como el mejor halfback de la historia de Nueva Zelanda.

## Carrera

### Club
Going jugó toda su carrera con el Northland RU (cuando el club se llamaba North Auckland) de 1965 a 1978, haciendo equipo con sus hermanos Ken y Brian, al igual que con New Zealand Māori. Los hermanos se conbinaban para una jugada que ellos llamaban triple tijera, la cual utilizaron en 1971 para vencer a British Lions. Ganó la Tom French Cup como Māori seis veces de 1967 a 1972.

### Selección nacional
Jugó para Nueva Zelanda en 28 ocasiones, participó en el tour por Reino Unido e Irlanda entre 1972 y 1973, ganó el Grand Slam a nivel de selecciones nacionales. Going también estuvo en la gira por Sudáfrica en 1976 donde perdieron 3 de cuatro partidos ante los Springboks. Se retiraría de la selección nacional en 1977 durante el tour de los British Lions en Nueva Zelanda.

## Distinciones
En 1977 a Going le fue otorgada la Orden del Imperio Británico por sus servicios al rugby, al año siguiente se retira como jugador pero se mantuvo como dirigente de Northland a nivel de secundaria de 1988 a 1992, y luego pasó a ser reclutador entre 1993 y 1996. En 1978 Bob Howitt escribió la biografía de Going titulada Super Sid – The Story of a Great All Black.
En los Halberg Awards de 2020 Going fue seleccionado al Salón de la Fama del Deporte de Nueva Zelanda.

## Vida personal
Going era tío del también All Black Todd Miller y del aventurero Pearl Going. Era descendiente Māori asociado con los Ngāpuhi y Ngāti Hine.
Going fue Obispo de la La Iglesia de Jesucristo de los Santos de los Últimos Días por siete años, y fue presidente del Templo de Hamilton.